# Koptevo (anello centrale di Mosca)
Koptevo (in russo Коптево?) è una stazione dell'anello centrale di Mosca inaugurata nel 2016 che serve l' omonimo quartiere.
Nel 2017, la stazione era mediamente frequentata da 19.000 passeggeri giornalieri.